# گیلتی کراون
گیلتی کراون (ژاپنی: ギルティクラウン هپبورن: Giruti Kuraun) یک مجموعه تلویزیونی انیمه ژاپنی به کارگردانی تتسورو آراکی که توسط استودیو پروداکشن آی. جی به تعداد ۲۲ قسمت از اکتبر ۲۰۱۱ تا مارس ۲۰۱۲ در شبکه فوجی تلویژن پخش شده‌است. داستان مجموعه دربارهٔ پسری ۱۷ ساله به نام «اوما شو» است که به‌طور اتفاقی دارای قابلیتی به نام «قدرت پادشاهان» می‌شود. این قابلیت به او اجازه می‌دهد تا اجسامی به نام «وُید» را از درون افراد بیرون بکشد. او سپس به‌طور ناخواسته درگیر نزاعی بین سازمان دولتی «جی‌اچ‌کیو» و یک گروه مقاومتی به نام «Funeral Parlor» شد که هدفشان بازگرداندن استقلال ژاپن از دست سازمان جی‌اچ‌کیو بود.
بر پایه این مجموعه دو سری مانگا نیز توسط شرکت‌های اسکوئر انیکس و اسکی مدیا ورکس تولید شده‌است. یک سری لایت نوول ژاپنی هم توسط لایت ناول با عنوان گیلتی کراون: پرنسس ددپول در آوریل ۲۰۱۲ منتشر شد. همچنین این انیمه دارای یک اووی‌ای ۱۵ دقیقه‌ای متفاوت با داستان اصلی تحت عنوان گیلتی کراون: کریسمس از دست رفته است.